# Uska Dara

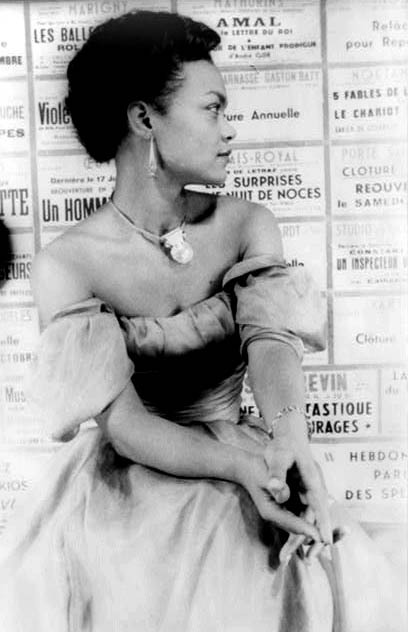
Eartha Kitt.

«Uska Dara» es una canción grabada en 1953 por Eartha Kitt, que la volvió a interpretar en la película de 1954 «New Faces». Es una versión del tema tradicional turco «Kâtibim» (mi secretario), también conocido como «Üsküdar’a gider iken»  (camino de Üsküdar).
Üsküdar es un distrito de Estambul, Turquía.

## Otros intérpretes
- Eydie Gormé
- Pink Martini
- Safiye Ayla
- Mustafa Kandıralı